# Sreten Atanasković
Sreten Atanasković (Kirin Serbia: Сретен Атанасковић; sinh 15 tháng 3 năm 1995) là một cầu thủ bóng đá Serbia, thi đấu cho Sloboda Užice.

## Sự nghiệp câu lạc bộ
Sinh ra ở Beograd, Atanasković trải qua sự nghiệp trẻ với nhiều câu lạc bộ địa phương gồm Partizan, OFK Beograd, Teleoptik, Rad và BASK, where he also khởi đầu sự nghiệp ở Serbian League Beograd. Năm 2014 anh chuyển đến câu lạc bộ Đan Mạch Sydvest 05. Trong kỳ nghỉ đông, Atanasković trở về Serbia, gia nhập Sloga Kraljevo. Sau đó trong năm, Atanasković cũng thi đấu cho Sopot, và là thành viên của Dolina Padina đến hết 2016. Anh cũng thử việc cùng với NK Istra 1961 vào mùa hè năm đó. Đầu năm 2017, anh gia nhập Sloboda Užice.